# Diego Ruiz (lekkoatleta)
Diego Ruiz (ur. 5 lutego 1982) – hiszpański lekkoatleta, specjalizujący się w biegu na 1500 metrów.
Najważniejszym jego osiągnięciem jest srebrny medal halowych mistrzostw Europy.

## Największe osiągnięcia
| Rok  | Rodzaj zawodów            | Miasto | Konkurencja | Miejsce | Wynik   |
| ---- | ------------------------- | ------ | ----------- | ------- | ------- |
| 2008 | Halowy Puchar Europy      | Moskwa | 1500 m      | 1       | 3:48,31 |
| 2009 | Halowe mistrzostwa Europy | Turyn  | 1500 m      | 2       | 3:44,70 |

## Rekordy życiowe
- Bieg na 1500 metrów – 3:33,18 (2011)
- Bieg na 1500 metrów (hala) – 3:36,42 (2009)